# La Luz (banda)
La Luz es el nombre de la banda que acompaña al músico argentino Litto Nebbia desde principios de 2005.

## La banda
El grupo está integrado por Ariel Minimal (cantante de Pez) en guitarra, Federico Boaglio en bajo y Daniel Colombres en batería, quien además de tocar para Nebbia participó en discos de Charly García, Skay Beilinson y Fito Páez, entre otros.
Con ellos Nebbia grabó los álbumes Danza del corazón (2005) y The Blues (2007). 
Además, La Luz participó como banda de Andrés Calamaro en el álbum El palacio de las flores, lanzado en 2006 y que Nebbia produjo.